# 桐渕絵理
桐渕 絵理（きりぶち えり 1988年11月22日- ）は、東京都出身のアイスホッケー選手。ポジションはゴールテンダー。現在カナダのカールトン大学に所属している。

## 経歴
長野オリンピックでアイスホッケーチェコ代表が優勝するのを見た彼女は、両親にチェコに行ってアイスホッケーがしたいとねだった。12歳の2000年に母親、兄と共にチェコのプラハに移り、2001年には父親と妹も移った。チェコの高校をわずか2年で卒業、ミネソタ州のベイジ州立大学に入学した。
現在はカナダのトップリーグCISに所属するCarleton University でプレーしている。
これまでに2009年冬季ユニバーシアード、2009年女子アイスホッケー世界選手権でアイスホッケー女子日本代表に初めて選ばれた。アメリカ戦では先発した中奥梓に代わり途中出場、およそ30分の出場で31本のシュートを浴びて27セーブした。
2011年7月9日にはNHKラジオの地球ラジオに出演した。